# Пархоменко Валентин Іванович
Пархоменко Валентин Іванович (* 1918 — після 1960) — радянський український кінорежисер, театральний педагог. Нагороджений медалями.

## Життєпис
Народився 20 жовтня 1918 р. в селі Верхня Сироватка Сумської області, в родині службовців.
Працював у театрах Харкова, Полтави, у 1941—1944 рр. був директором і режисером Українського фронтового театру малих форм.
Закінчив режисерський факультет Київського державного інституту театрального мистецтва ім. І.Карпенка-Карого (1952), де викладав до 1955 р.
В 1958 р. став режисером Київської кіностудії ім. О. П. Довженка.

## Фільмографія
- «Квітка на камені» (1962, 2-й режисер)

Режисер-постановник:
- «Якщо любиш...» (1959)
- «На крилах пісні» (1960)

Актор:
- «НП. Надзвичайна подія» (1958, 2 а, Федотов) та ін.